# Précy-sur-Oise
Précy-sur-Oise település Franciaországban, Oise megyében. Lakosainak száma 3331 fő (2022. január 1.). Précy-sur-Oise Blaincourt-lès-Précy, Crouy-en-Thelle, Villers-sous-Saint-Leu, Gouvieux és Boran-sur-Oise községekkel határos.

## Népesség
A település népességének változása:
| Lakosok száma | 3207 | 3227 | 3296 | 3205 | 3212 | 3220 | 3227 | 3259 | 3331 |
|               | 2013 | 2015 | 2016 | 2017 | 2018 | 2019 | 2020 | 2021 | 2022 |